# 21 juillet dans les chemins de fer
21 juin 21 août
Chronologies thématiques
- Croisades
- Sports
- Disney

Cette page concerne les événements qui se sont déroulés un 21 juillet dans les chemins de fer.

## Événements

### XIXesiècle
- 1824.  France :   Ordonnance autorisant la constitution d’une société anonyme dite Compagnie du chemin de fer de Saint-Étienne à la Loire et approuvant ses statuts, pour l’exécution et l’exploitation de la ligne Saint-Étienne - Andrézieu.

- 1836.  Canada :   la première ligne du pays est ouverte.

- 1877.  États-Unis :   Des employés de la compagnie Baltimore and Ohio Railroad lancent une grève à Pittsburgh en signe de soutien pour les employés tués la veille à Baltimore. L'émeute s'étend ainsi désormais à la Pennsylvanie.

### XXesiècle
- 1904. Russie : la ligne transcontinentale du Transsibérien est achevée.
- 1971. Allemagne : un train rapide de la compagnie Deutsche Bahn reliant Bâle à Copenhague déraille à cause d'un problème technique : il y a 23 morts et 121 blessés.

### XXIesiècle
- 2001. Inde : Quatre voitures d'un train se dirigeant vers Chennai déraillent en franchissant un pont près de Kozhikode, tuant 57 personnes.
- 2004. France : publication du rapport Mandelkern sur le service minimum dans les transports publics terrestres de voyageurs, notamment en cas de grèves.
- 2005. Royaume-Uni : deux semaines après les attentats du 7 juillet, une deuxième vague d'attentats à Londres échoue de justesse.